# David Duke
David Ernest Duke, ameriški politik, * 1. julij 1950, Tulsa, Oklahoma.
Duke je ameriški neo-nacistični politik, obsojen kriminalec in nekdanji veliki čarovnik vitezov Ku Klux Klana. Med letoma 1989 in 1992 je bil član predstavniškega doma Louisiane. Njegove publikacije in politika so v veliki meri namenjene spodbujanju teorij zarot o Judih, kot so zanikanje holokavsta in judovski nadzor nad akademskim svetom, tiskom in finančnim sistemom. Liga za boj proti obrekovanju je Dukea opisala kot "morda najbolj znanega ameriškega rasista in antisemita." 
Duke je v sedemdesetih in osemdesetih letih neuspešno kandidiral kot kandidat Demokratske stranke za državno zakonodajo, vrhunec pa je doživel v kampanji za demokratično predsedniško kandidaturo 1988 . Ker v Demokratski stranki ni uspel doseči vidnejše pozicije, jo je Duke zapustil in uspešno pridobil predsedniško nominacijo manjše Populistične stranke. Decembra 1988 je postal republikanec in trdil, da je postal znova rojeni kristjan, ki se je odrekel antisemitizmu in rasizmu. Kmalu je dobil svojo edino izvoljeno funkcijo, sedež v predstavniškem domu Louisiane. Kasneje je kandidiral za še nekaj položajev, med njimi na nekaj uradih, v senatu ZDA (1990), leta 1991 je kandidiral tudi za guvernerja Louisiane. Njegove kampanje so obsodili državni in republikanski voditelji, vključno s predsednikom Georgeom H. W. Bushom. Leta 1992 je Duke predsedniku Bushu postavil manjši izziv in je še naprej kandidiral za javne položaje do leta 2016, čeprav so njegove kampanje postajale vse manj obrobne.
V devetdesetih letih je Duke ogoljufal svoje politične podpornike, tako da se je pretvarjal, da je v hudi finančni stiski in zahteval denar za osnovne potrebe. Takrat je bil Duke dejansko finančno varen in je denar uporabljal za osebne naložbe in rekreacijske igre na srečo. Decembra 2002 je priznal krivdo za kaznivo dejanje in nato odslužil 15 mesečno kazen v zvezni kazenski instituciji Big Spring v Teksasu. Duke trdi, da imajo judje nadzor nad banko Zveznih rezerv, zvezno vlado ZDA in nad mediji. Zagovarja ohranitev zahodne kulture in tradicionalnih krščanskih družinskih vrednot, pa tudi prostovoljno rasno segregacijo, antikomunizem, beli separatizem in ukinitev notranje davčne uprave.

#### Filmografija
- David Duke na spletni filmski podatkovni zbirki IMDb
- Nastopi na C-SPAN